# Альбер Ледюк
Альбер Ледюк (англ. Albert Leduc, нар. 22 листопада 1902, Салаберрі-де-Валіфіл — пом. 31 липня 1990, Монреаль) — канадський хокеїст, що грав на позиції захисника.

## Ігрова кар'єра
Професійну хокейну кар'єру розпочав 1925 року.
Протягом професійної клубної ігрової кар'єри, що тривала 13 років, захищав кольори команд «Монреаль Канадієнс», «Нью-Йорк Рейнджерс»,  «Оттава Сенаторс» та «Провіденс Редс».

## Нагороди та досягнення
- Володар Кубка Стенлі в складі «Монреаль Канадієнс» — 1930, 1931.